# Joe Spano
Pour les articles homonymes, voir Spano.
Joseph Peter Spano dit Joe Spano, est un acteur américain né le 7 juillet 1946 à San Francisco (Californie).
Il est principalement connu pour son rôle d'Henry Goldblume dans Capitaine Furillo et celui de Tobias Fornell dans NCIS : Enquêtes Spéciales.

## Biographie
Il est le fils de Vincent Dante Spano, médecin et de Virginia Jean (née Carpenter).
Joe Spano avait l'intention de continuer ses études mais son intérêt pour le métier d'acteur grandissant, il n'a pas continué. À San Francisco, il a commencé par travailler avec le groupe d'improvisation The Wing. Il a contribué à fonder le Berkeley Repertory Theatre, présentant sa toute première production Woyzek : il est resté dans la compagnie pendant 10 ans et est apparu dans plusieurs de ses pièces de théâtre dont Hamlet et Cat on a Hot Tin Roof.
Il se fait connaître avec Capitaine Furillo où il joue dans 98 épisodes et est nommé pour un Emmy.
Il a ensuite des rôles récurrents dans Murder One et New York Police Blues comme détective. Il s'essaie aussi au cinéma dans Apollo 13 ou encore Peur primale (1996).
Il interprète depuis 2003, le personnage récurrent de Tobias "TC" Fornell dans la série NCIS : Enquêtes spéciales  depuis le premier épisode en 2003. Son personnage est au départ agent spécial du FBI puis il devient par la suite, détective privé et il est le meilleur ami de Gibbs, personnage principal de la série.
Joe continue à interpréter son personnage en 2024 après 57 apparitions en 21 saisons. Il joue le personnage de Fornell au moins une fois dans toutes les saisons de la série, sauf la dix-septième, raccourcie à cause de la pandémie de Covid.
En 2008, il remonte sur les planches dans un one-man-show Buckminster Fuller: The History and Mystery of Life parlant de la vie d'un inventeur.

### Vie privée
Il a épousé en 1980 Joan Zerrien, une thérapeute, ils ont ensemble deux filles qu'ils ont adoptées.

## Filmographie sélective[4]
- 1973 : American Graffiti : Vic
- 1976 : L'inspecteur ne renonce jamais
- 1981 à 1987 : Capitaine Furillo (Hill Street Blues) (TV) : Det. Henry Goldblume (99 épisodes)
- 1987 : Escroquerie à la mort (Deep Dark Secrets) de Robert Michael Lewis (téléfilm) : Eric Lloyd
- 1993 : La Rivière infernale (The Flood: Who Will Save Our Children?) (TV) : Richard Koons
- 1995 : Apollo 13 : directeur de la NASA
- 1996 : Liaison coupable (en) (Her Costly Affair) : Carl Weston
- 1996 : Peur primale (Primal Fear) : Capitaine Abel Stenner
- 1995 à 1996 : Murder One (TV) : Ray Velacek (15 épisodes)
- 1997 : X-Files : Aux frontières du réel (TV) : Mike Millar (saison 4, épisode 17 et 18, Tempus fugit)
- 1997 à 1998 : Profiler (TV) : Det. Mike Ramdack (2 épisodes)
- 2001 à 2003: New York Police Blues (NYPD Blue) (TV) : Det. John Clark Sr. (15 épisodes)
- 2002 : Mission Évasion (Hart's War) : Colonel J-M Lange
- Depuis 2003 : NCIS : Enquêtes spéciales (TV) : agent spécial du FBI Tobias C. Fornell (57 épisodes)
- 2006 : The Closer : L.A. enquêtes prioritaires : Dr. Rose (saison 2, épisode 2)
- 2007 : La Faille : Juge Joseph Pincus
- 2007 : Hollywoodland : Howard Strickling
- 2012 : Mentalist : Greg Reilin (saison 4, épisode 15)
- 2014 : NCIS : Nouvelle-Orléans : Tobias C. Fornell, agent senior du FBI (saison 1, épisode 5)